# 디에이와이 엔터테인먼트
디에이와이엔터테인먼트는 대한민국의 연예기획사이다.

## 소속 연예인

### 배우
- 권혁성
- 김남이
- 김병옥
- 김사랑
- 김일우
- 박문화
- 오정택
- 오주은
- 이덕화
- 이지현
- 장은아
- 김정훈